# Masters de tennis féminin 2025
Le masters de tennis féminin est un tournoi de tennis professionnel. Il réunit, à la fin de la saison, les huit meilleures joueuses du classement WTA depuis le début de l'année. 
L'édition féminine 2025, classée en catégorie Masters, se déroule du 1 au 8 novembre 2025.

## Primes et points
| Tour                              | Prime            | Points |
| --------------------------------- | ---------------- | ------ |
| Victoire                          | RR + 3 770 000 $ | + 900  |
| Finale                            | RR + 1 180 000 $ | + 400  |
| Poule (par match gagné)           | + 350 000 $      | 200    |
| Pour chaque participante          | 335 000 $        | –      |
| Pour chaque remplaçante           | 250 000 $        | –      |
| Cumul pour la vainqueur invaincue | 5 155 000 $      | 1500   |

| Tour                                    | Prime          | Points |
| --------------------------------------- | -------------- | ------ |
| Victoire                                | RR + 775 000 $ | + 900  |
| Finale                                  | RR + 255 000 $ | + 400  |
| Poule (par match gagné)                 | + 70 000 $     | + 200  |
| Pour chaque participante                | 140 000 $      | –      |
| Pour chaque équipe remplaçante          | 106 000 $      | –      |
| Cumul pour l'équipe vainqueur invaincue | 1 125 000 $    | 1500   |